# يان مارشال
يان مارشال (بالإنجليزية: Ian Marshall)‏ (20 مارس 1966 بليفربول في المملكة المتحدة - ) هو لاعب كرة قدم بريطاني في مركز قلب الدفاع. لعب مع أولدهام أثلتيك وإيبسويتش تاون وبولتون واندررز وليستر سيتي ونادي إيفرتون ونادي بلاكبول.

## وصلات خارجية
- يان مارشال على موقع قاعدة بيانات كرة القدم.إي يو (الإنجليزية)
- يان مارشال على موقع Soccerbase.com (لاعب) (الإنجليزية)
- يان مارشال على موقع عالم كرة القدم.نت (الإنجليزية)